# Vuorisaari (ö i Södra Savolax, Nyslott, lat 62,08, long 28,48)
Vuorisaari är en ö i Finland. Den ligger i sjön Haukivesi och i kommunen Rantasalmi i den ekonomiska regionen  Nyslotts ekonomiska region  och landskapet Södra Savolax, i den sydöstra delen av landet, 280 km nordost om huvudstaden Helsingfors. Öns area är 53 hektar och dess största längd är 1,6 kilometer i sydöst-nordvästlig riktning.